# Storia dell'Aston Villa Football Club
La storia dell'Aston Villa F.C. è caratterizzata da numerosi successi, anche se la maggior parte sono arrivati prima della seconda guerra mondiale.
L'Aston Villa è la quarta squadra, in Inghilterra, per numero dei trofei vinti ed è uno dei sei club inglesi che hanno vinto la Coppa dei Campioni/UEFA Champions League.

## Gli albori (1874-1880)
L'Aston Villa Football Club nacque grazie a quattro giocatori della squadra di cricket del Villa Cross Wesleyan Chapel. Si dice che essi si incontrarono sotto un lampione di Heathfield Road per impostare come formare il club. Presero la decisione di creare la squadra per fare qualcosa che li tenesse impegnati nell'inverno. Il sito ufficiale della squadra sostiene che optarono per il calcio dopo essere stati testimoni di una partita improvvisata su un prato. I quattro fondatori furono Jack Hughes, Frederick Matthews, Walter Price e William Scattergood. Il loro primo match fu giocato contro una piccola squadra locale di rugby che aveva sede ad Aston Brook: il St. Mary's. L'incontro si tenne a condizione che venisse giocato il primo tempo con le regole del rugby e il secondo con quelle del calcio. La partita terminò in parità al termine del primo tempo, ma nel secondo una rete di John Hughes permise al Villa di ottenere la sua prima vittoria. Il primo campo dell'Aston Villa fu il Perry Barr HQ, in Wellington Road che fu preso in affitto per tre anni. Nel 1876 entrò a far parte della società George Ramsay il quale avrebbe dedicato al club ben 46 anni della sua vita, prima sul campo, poi come segretario e infine come presidente. Sul finire degli anni '70, il Villa migliorò notevolmente e nel 1880 conquistò il suo primo trofeo con Ramsay capitano: la Birmingham Senior Cup, passaporto indispensabile per la partecipazione alla FA Cup, la Coppa d'Inghilterra.

## Verso una posizione di rilievo (1881-1889)

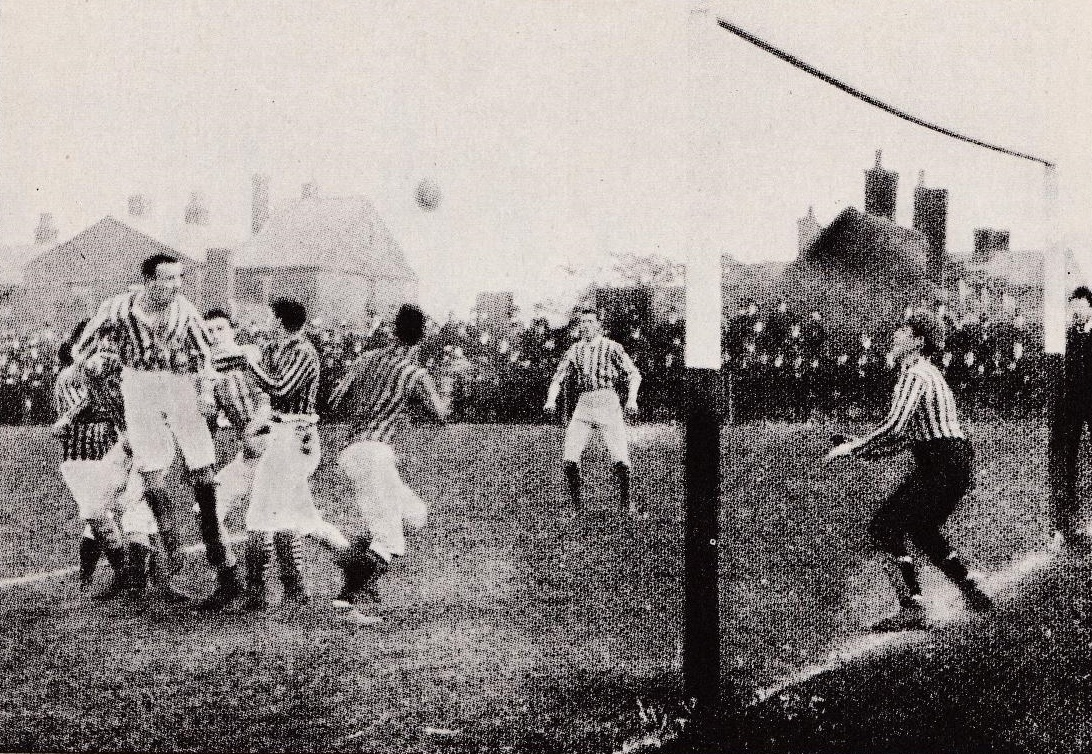
La prima fotografia di un'azione di una partita di calcio. Una fase di Aston Villa-West Bromwich 2-0, finale della FA Cup 1886-1887.

Il club vinse la sua prima FA Cup nel 1887, con Archie Hunter come capitano anno in cui batterono il West Bromwich Albion, detentore della Coppa per 2 a 0, in una finale disputata nello stadio The Oval. Il calcio rimase uno sport dilettantistico fino al 1885, quando la FA lo fece diventare professionistico, ma soltanto a livello nazionale. Comunque, il dirigente scozzese dell'Aston Villa, William McGregor, fu frustrato dal vedere la sua squadra soltanto in amichevoli a senso unico o in gare con poche presenze di pubblico come per la FA Cup. Egli sostenne che per destare interesse, i club dovevano creare una lega in stile baseball, dove si sarebbero affrontati. McGregor scrisse quindi una lettera agli altri dodici club più importanti dell'Inghilterra, chiedendo di formare un campionato. La ragione per cui fu proposto come nome Football League invece che English League fu perché McGregor non escludeva che in futuro potessero unirsi anche Scozia e Galles. Successivamente, si unirono alcuni club gallesi, come il Cardiff City, mentre i club scozzesi rimasero in un campionato diverso. L'Aston Villa fu quindi uno dei club che partecipò alla prima edizione del campionato inglese del 1888. La sua prima partita fu contro i Wolverhampton Wanderers, finita 1 a 1. Tom Green segnò la prima rete della squadra nella lega. Il Villa finì la stagione al secondo posto, dietro il Preston North End.

## L'era d'oro (1890-1915)

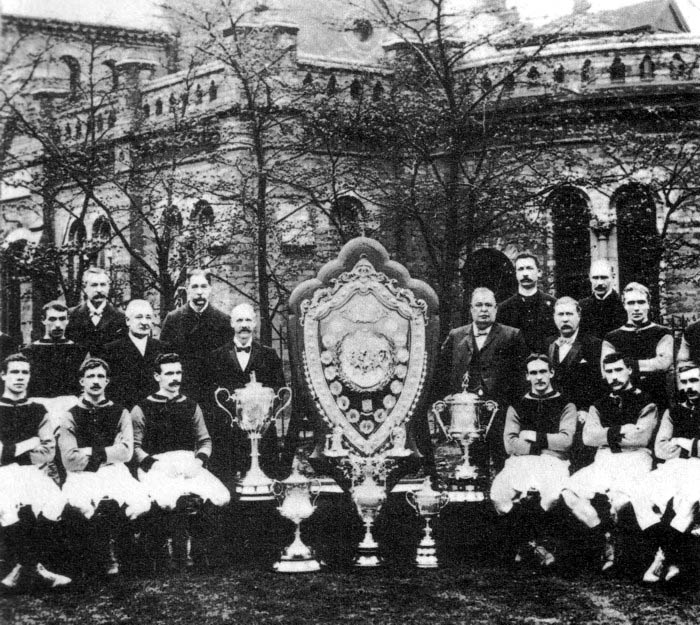
L'Aston Villa, in una foto del 1899.

Non fu necessario attendere a lungo per vedere il primo trionfo in campionato dell'Aston Villa, che arrivò nel 1893-1894. La squadra ebbe un grande seguito e c'erano sempre 25 000 persone a seguire le sue partite casalinghe, negli anni in cui la finale di FA Cup otteneva 20 000 spettatori. Nel 1897, il segretario finanziario Frederick Rinder negoziò l'acquisto dell'attuale campo da gioco dell'Aston Villa, allora noto come Aston Lower Grounds. Il nome Villa Park fu adottato a partire dal 1900 circa. Il nome fu scelto perché il campo era noto, tra i tifosi, con questo nome, perciò non fu una dichiarazione ufficiale del club a stabilirlo. Il terreno, comunque, fu acquistato a titolo definitivo soltanto nel 1911.
Tra le file dei Villans, in quel periodo, militarono alcuni tra i migliori giocatori britannici del periodo. La formazione tipo, con alcuni cambiamenti, nel corso degli anni, rimase sostanzialmente: Whitehouse, Spencer, Evans, Reynolds, James Cowan, Crabtree, Athersmith, Devey, Campbell, Smith e John Cowan. John Devey, capitano della squadra in tutte e cinque le vittorie in campionato si distingueva per essere un attaccante dal tocco preciso e potente, James Cowan, scozzese, fu soprannominato "il generale" mentre Charlie Athersmith si distingueva per essere un vero gentleman: si dice che nelle giornate di pioggia, quando l'azione non passava dalle sue parti, si munisse di un ombrello per ripararsi.
L'Aston Villa iniziò il XX secolo come campione, ma il gap con le altre squadre diminuì. Il campionato diventò molto più competitivo con l'ingresso di nuovi team, ma il Villa rimase comunque una delle grandi. Nonostante, però, un inizio con quattro vittorie consecutive, il club non riuscì ad andare oltre il quarto posto finale. Nel campionato successivo, l'Aston Villa vinse dodici delle sue ultime quindici partite, ma terminò al secondo posto in campionato, un punto dietro allo Sheffield Wednesday. Nel 1905, i Villans conquistarono la vittoria in FA Cup, con il record di 101,117 spettatori a seguire il match contro il Newcastle United, terminato 2 a 0. Sempre lo stesso anno, la squadra terminò il campionato al quarto posto, rafforzando così le sue finanze.
Nel 1904 arrivò dal Wellington Park Harry Hampton. Bomber implacabile, nel corso della sua permanenza al Villa andò in rete 213 volte (cifra record per l'epoca) e " 'Appy, 'Arry, 'Ampton! " divenne il grido di battaglia del Villa Park ogni volta che Harry s'involava verso la porta avversaria.

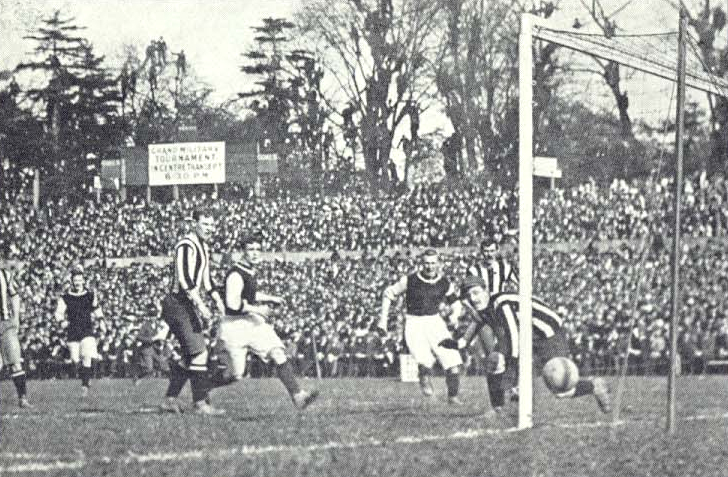
Harry Hampton segna nella finale di FA Cup del 1905.

Dopo questo trionfo, però, l'Aston Villa entrò in un periodo in cui non fu una minaccia per le vittorie dei trofei e tornò ad impensierire le altre squadre soltanto nel 1910. In quell'anno, infatti, batterono i campioni in carica del Manchester United per 7 a 1 e al termine della stagione ottenne il suo sesto titolo, a distanza di dieci anni dall'ultimo. Il campionato 1910-1911 fu davvero combattuto e si decise soltanto all'ultima giornata, quando l'Aston Villa perse contro il Liverpool e il Manchester United batté il Sunderland. La stagione seguente non fu particolarmente brillante, con il club di Birmingham che finì sesto. Nel 1913, arrivò un altro successo nella FA Cup e la conquista di questo trofeo coincise con il periodo chiamato Villa's golden era (era d'oro del Villa) e, nel momento in cui scoppiò la prima guerra mondiale la squadra ebbe in bacheca sei campionati e cinque FA Cup, incluso il double del campionato 1896-1897, ossia la vittoria contemporanea della lega e della coppa, evento che non si ripeté per altri sessant'anni. Dal 1915 al 1919 non furono disputati tornei a causa dello scoppio della guerra.

## Gli anni successivi alla Prima guerra mondiale (1919-1939)
Il calcio fu riproposto a partire dalla stagione 1919-1920 e il Villa vinse la sua sesta FA Cup, ai danni dell'Huddersfield Town: i Villans si imposero infatti per 1 a 0, nella partita disputata a Stamford Bridge. Nel 1923-1924, il club arrivò nuovamente in finale, ma fu sconfitto dal Newcastle United. Questa partita, nonostante tutto, fu l'apice dell'era d'oro, perché l'Aston Villa terminò nella parte bassa della classifica le quattro stagioni seguenti. I dirigenti tentarono di arrestare il crollo in classifica con l'acquisto di Jimmy Gibson e Eric Houghton, nel 1927. Nel 1928, ingaggiarono uno degli attaccanti più prolifici della storia del calcio inglese: Tom Waring, che arrivò dal Tranmere Rovers in cambio di 4,700 sterline. Nel campionato 1930-1931, Waring segnò 49 reti in campionato e l'Aston Villa arrivò secondo, alle spalle dell'Arsenal. L'altro grande attaccante, Houghton, segnò 30 gol.
La squadra giocò bene e segnò tanto. Nel 1933-1934, il Villa arrivò dal secondo posto dell'anno precedente, ma questo risultato contribuì a far rilassare il club e i calciatori ne risentirono anche dal punto di vista fisico. Questi problemi portarono alla prima retrocessione della loro storia, arrivata nel 1935-1936, che portò la dirigenza a scegliere il primo manager. Prima, infatti, era il segretario ad occuparsi di dirigere la squadra. La scelta cadde su Jimmy Hogan. L'anno della retrocessione segnò anche un record negativo: la squadra concesse infatti ben 110 reti ai suoi avversari, sette delle quali arrivate in una sconfitta contro l'Arsenal, al Villa Park. Alla prima stagione in Seconda Divisione, l'Aston Villà finì nono. Vinse però il campionato successivo e venne promosso nuovamente, nonostante l'interruzione per l'inizio della seconda guerra mondiale.

## Ricostruzione dopo la guerra (1946-1961)
Così come per tutte le altre squadre, anche per il Villa l'interruzione di sette anni di calcio portò alla fine prematura di molte carriere dei calciatori. La prima gara al Villa Park dopo la fine delle ostilità fu contro il Middlesbrough, in una sconfitta per 1 a 0 davanti a 50 000 spettatori. Il club venne ricostruito sotto la guida di Alex Massie, ex calciatore della squadra che rimase in carica per tutti gli anni '40. Massie compì alcuni importanti trasferimenti durante la sua gestione, come quello di Trevor Ford che arrivò dallo Swansea Town per 9 500 sterline. Ford segnò sessanta reti in quattro stagioni, con i Villans, prima di essere venduto al Sunderland per l'allora cifra record di 30 000 sterline.
Per tutto il resto degli anni '40 e nei primi anni '50, Massie continuò a portare nuovi giocatori nel club, mentre la squadra rimase sempre intorno alla metà della classifica. Uno degli acquisti più importanti fu Danny Blanchflower, arrivato in cambio di 15 000 sterline dal Barnsley, nel 1951. Nel 1951-1952, l'Aston Villa ebbe il migliore inizio di stagione degli ultimi diciannove anni: dopo otto giornate, si trovò secondo dietro allo United. Al termine del campionato, si classificò sesto. La stagione successiva, i Villans tornarono ad occupare una posizione a metà della classifica. Il 1953 fu l'anno del ritorno di Eric Houghton, anche se questa volta fu nel ruolo del manager. Una delle sue prime azioni fu quella di inserire il diciannovenne Peter McParland nella prima squadra. L'Aston Villa terminò lo stesso la stagione a metà classifica, ma Houghton portò successivamente la squadra in zone più alte. Nel 1957, la squadra vinse nuovamente l'FA Cup, contro i famosi Busby Babes del Manchester United. McParland segnò una doppietta, nel 2 a 1 finale. Questo fu l'unico trofeo della squadra per ben trentasette anni.
Il successo nella FA Cup, però, fu un fuoco di paglia: l'Aston Villa terminò il campionato 1957-1958 al quattordicesimo posto, soltanto sette punti sopra la zona retrocessione. Dopo aver rifiutato di dimettersi, Eric Houghton fu licenziato quando sembrò imminente la retrocessione nel 1958-1959. Il suo successore fu Joe Mercer, che prese il controllo della squadra, retrocessa per la seconda volta nella storia in Seconda Divisione. Ad aumentare il rammarico per la retrocessione, ci fu il raggiungimento della semifinale di FA Cup, a dimostrare che la squadra avrebbe potuto ottenere risultati migliori in campionato. L'Aston Villa rimase in Seconda Divisione per una sola stagione, venendo promosso come campione. Il campionato 1960-1961 fu un successo: il Villa raggiunse la semifinale di FA Cup, arrivò nono in campionato e, soprattutto, vinse la prima edizione della Coppa di Lega. Questo successo fu aiutato dalla nascita di un gruppo di giovani calciatori, noti come Mercer's Minors.

## Instabilità (1962-1968)
La vittoria in FA Cup del 1961 fu l'apice dell'Aston Villa, in quegli anni. Terminò il campionato 1961-1962 in settima posizione. Nelle stagioni successive, continuò il declino della società, che finì prima quindicesima e poi diciannovesima. Proprio nel 1964, Joe Mercer abbandonò il club a causa dei suoi risultati e per le condizioni della sua salute. Il suo successore fu Dick Taylor, che portò la squadra a due sedicesimi posti. Il campionato 1966-1967 portò alla retrocessione i Villans, a causa di una sconfitta per 4 a 2 contro l'Everton all'ultima giornata. Taylor fu così licenziato e al suo posto venne ingaggiato Tommy Cummings. Il declino del club, comunque, non fu soltanto colpa dell'allenatore: anche la dirigenza era invecchiata e non era rimasta al passo con i tempi. La società, infatti, non aveva creato una rete di scout per cercare nuovi talenti e neppure una efficace struttura d'allenamento. Il consiglio d'amministrazione, oltretutto, dovette vendere due dei migliori giocatori: Phil Woosnam e Tony Hateley. I tifosi chiesero ai dirigenti di dimettersi, soprattutto dopo la sedicesima posizione ottenuta al primo anno di Seconda Divisione nel 1968. Questo risultato stagionale portò al licenziamento di Cummings. I problemi della dirigenza continuarono con le dimissioni di uno di loro, George Robinson. In seguito alle sue dimissioni, la dirigenza rilasciò un comunicato in cui disse che il club fosse in vendita. Dopo molte speculazioni, fu il finanziere londinese Pat Matthews ad acquistare la società e nominò Doug Ellis presidente. Il 18 dicembre 1968 fu assunto come allenatore Tommy Docherty.

## La lenta risalita (1969-1977)
Docherty ricostruì la fiducia nella squadra e il Villa ottenne cinque vittorie consecutive che gli permisero di restare in Seconda Divisione. Durante il breve periodo in cui restò alla guida della squadra, Docherty portò un aumento del pubblico che assisté alle gare del team. Nell'estate del 1969, ebbe circa 200 000 sterline come budget e ne usò 140 000 per l'acquisto di nuovi giocatori. Nonostante questo, però, nella stagione successiva l'Aston Villa dovette aspettare dieci partite, prima di festeggiare una vittoria. A Natale, il club si trovò all'ultimo posto in classifica e Docherty fu esonerato. Al suo posto, fu chiamato Vic Crowe, che però non riuscì ad evitare la retrocessione della sua squadra, che per la prima volta nella sua storia retrocesse in Terza Divisione. L'anno seguente, l'Aston Villa finì quarto, ma raggiunse la finale di FA Cup del 1971, dopo aver battuto il Manchester United in semifinale. Nella partita più importante della stagione, però, il Tottenham Hotspur si impose per 2 a 0 e conquistò il trofeo. Il campionato successivo fu vinto dai Villans, che ottennero 70 punti e tornarono in Seconda Divisione. Intanto, nell'autunno 1972, ci fu un ribaltone nella società: quattro dei cinque direttori del club votarono a favore dell'esclusione di Doug Ellis dall'organigramma della dirigenza. Però, quarantatré giorni dopo, venne reintegrato in qualità di presidente dall'azionista di maggioranza Pat Matthews. Sul campo, intanto, l'Aston Villa sfiorò la seconda promozione consecutiva, classificandosi terzo in Seconda Divisione. Il campionato seguente fu però amaro, con un misero quattordicesimo posto, che portò al licenziamento di Crowe, sostituito da Ron Saunders.
Per il centenario del club, Saunders comprò due soli calciatori: Frank Carrodus e Leighton Phillips. Alla fine della sua prima stagione, l'Aston Villa tornò finalmente in Prima Divisione e vinse anche la Coppa di Lega al Wembley Stadium. Il Villa batté 1 a 0 il Norwich City, con la rete decisiva di Ray Graydon. All'inizio del campionato 1975-1976, Ellis rassegnò le dimissioni da presidente, ma rimase nel consiglio d'amministrazione. Lasciò comunque il club in una posizione tranquilla, visto che era ormai tornato in Prima Divisione e, per la prima volta nella sua storia, partecipò alla Coppa UEFA, grazie alla vittoria in Coppa di Lega. La prima avventura europea, però, durò poco: la squadra fu infatti sconfitta per 5 a 1 dall'Antwerp al primo turno ed abbandonò la competizione. Nel 1976-1977, l'Aston Villa si classificò quarto in campionato e raggiunse i quarti di finale della FA Cup. Vinsero anche la Coppa di Lega, a distanza di due anni dall'ultima affermazione, con un successo per 3 a 2 sull'Everton.

## Il ritorno alla vittoria (1977-1981)
Nella stagione 1977-1978, l'Aston Villa raggiunse i quarti di finale della Coppa UEFA 1977-1978, dove fu eliminato dal Barcellona. Nel campionato, comunque, la squadrà faticò parecchio e Saunders iniziò a ricostruirla e, nel frattempo, anche nella dirigenza ci furono alcuni cambiamenti: Ellis, infatti, sostituì alcuni amministratori ma, non avendo ottenuto il successo sperato, rassegnò le sue dimissioni. Intanto, Saunders acquistò alcuni giocatori che sarebbero poi diventati tra i primatisti in termini di presenze e gol con i Villans. Allan Evans, Ken McNaught e Kenny Swain furono ingaggiati per rinforzare la difesa, mentre per il centrocampo fu comprato Des Bremner, che andò ad affiancare Dennis Mortimer e Gordon Cowans. I nuovi attaccanti furono Tony Morley e Gary Shaw. Quando fu acquistato anche Peter Withe dal Newcastle United, Saunders costruì una squadra in grado di vincere competizioni per alcuni anni.
Il primo successo arrivò con la vittoria del campionato 1980-1981, a distanza di settantuno anni dall'ultima affermazione, battendo la concorrenza di Liverpool e Ipswich Town utilizzando soltanto quattordici giocatori in tutta la stagione.

## L'affermazione in Coppa dei Campioni e il seguente declino (1982-1987)
Il campionato successivo non iniziò nel migliore dei modi, per l'Aston Villa, che si trovò a metà classifica nel periodo natalizio, ma ancora in corsa per la Coppa dei Campioni. Nel primo turno, il Villa batté Valur Reykjavík per 7 a 0. Nel secondo turno affrontò in trasferta la Dinamo Berlino, in una partita che terminò 2 a 2, ma passò il turno la squadra inglese per la regola dei gol fuori casa. Queste vittorie furono in contrasto con il rendimento in campionato. A febbraio 1982, infatti, il club si ritrovò diciannovesimo in classifica e Saunders diede le dimissioni. Ron Bendall, all'epoca presidente, offrì a Saunders di rimanere in panchina fino al termine della stagione, ma l'allenatore si rifiutò. Il suo assistente Tony Barton diventò quindi il nuovo tecnico. Quando Barton prese il controllo della squadra, si ritrovò ai quarti di finale della Coppa dei Campioni, nonostante la pessima posizione in campionato. I Villans batterono la Dinamo Kiev ai quarti e Gordon Cowans disse:
(Gordon Cowans)
In semifinale, l'Aston Villa incontrò l'Anderlecht e riuscì ad eliminarlo, grazie anche al gol della tranquillità di Tony Morley.
 Aston Villa - Bayern Monaco 
 Aston Villa: Rimmer (10' Spink), Swain, Evans, McNaught, Williams, Bremner, Cowans, Mortimer, Shaw, Morley, Withe. Allenatore: Barton.
 Bayern Monaco: Müller, Dremmler, Horsmann, Weiner, Augenthaler, Kraus (79' Niedermayer), Dürnberger, Breitner, Hoeneß, Mathy (52' Güttler), Rummenigge. Allenatore: Csernai.
Arbitro:  Konrath
Marcatori:  67’ Withe.
Spettatori: 46.000
Il 26 maggio 1982, soltanto tre mesi dopo la sostituzione dell'allenatore, Barton portò la sua squadra alla conquista della Coppa dei Campioni, nella partita vinta 1 a 0 contro il Bayern Monaco, a Rotterdam. Tuttora, l'Aston Villa è uno dei cinque club inglesi ad aver vinto la massima competizione europea, insieme a Manchester United, Liverpool , Nottingham Forest e Chelsea . I Villans erano nettamente sfavoriti, ma riuscirono comunque ad aggiudicarsi il trofeo.
La finale fu disputata al Feijenoord Stadion, davanti a 39,776 spettatori. Dopo soli nove minuti di gara, il Villa perse il suo portiere titolare, l'esperto Jimmy Rimmer, a causa di un infortunio alla spalla. Per sostituirlo, entrò in campo Nigel Spink, di soli 23 anni, che prima di allora aveva giocato solo un match in cinque anni. Nonostante tutto, Spink sfoderò una prestazione magistrale, riuscendo a difendere la sua porta dagli assalti degli attaccanti del Bayern Monaco che includevano Karl-Heinz Rummenigge. Gli altri giocatori chiave della partita furono Tony Morley, Gordon Cowans e Dennis Mortimer.
A questa vittoria, non ne seguirono molte altre ed il club andò in declino nelle stagioni seguenti. Nell'ottobre 1982, fu rivelato che il club aveva 1,6 milioni di sterline di debiti, principalmente dovuti agli alti ingaggi dei calciatori e ai costi di costruzione delle strutture. Alla fine di novembre, Ron e Donald Bendall rassegnarono le loro dimissioni dal consiglio di amministrazione e furono sostituiti da Doug Ellis, che acquistò il 42% della quota di partecipazione di Ron Bendall. A gennaio 1983, l'Aston Villa si impose sul Barcellona per un risultato totale di 3 a 1 e conquistò la Supercoppa UEFA. Barton rimase al suo posto per due stagioni, dopo il trionfo di Rotterdam, ma fu licenziato al termine del campionato 1983-1984, a causa di una modesta decima posizione nella classifica finale, nonostante avesse raggiunto le semifinali di Coppa di Lega.

Aston Villa e Juventus scendono in campo a Torino per il retour match dei quarti di Coppa dei Campioni 1982-1983

L'allenatore dello Shrewsbury Town, Graham Turner, fu assunto come successore, ma non riuscì ad arrestare il declino della squadra. Infatti, al termine del campionato 1985-1986, l'Aston Villa fu ad un passo dalla retrocessione. Un inizio di stagione difficile, nella stagione successiva, costò il posto a Turner e venne chiamato a sostituirlo Billy McNeill, che comunque non fu in grado di risollevare la squadra, che questa volta retrocesse. McNeill abbandonò il suo posto per andare ad allenare il Celtic, al termine della stagione, ed Ellis convinse Graham Taylor, all'epoca tecnico del Watford, a diventare il nuovo manager.

## Taylor, Vengloš e Atkinson (1988-1992)
Alla sua prima stagione, Taylor centrò la promozione in Prima Divisione, classificandosi secondo in campionato, dietro al Millwall. Uno dei calciatori che contribuì in maniera particolare al successo fu David Platt, cresciuto nel Manchester United e arrivato dal Crewe Alexandra in cambio di 200 000 sterline. Prima di abbandonare il Villa nel 1991, Platt segnò 68 reti in 155 apparizioni con la casacca dei Villans. Nel campionato 1988-1989, il club si salvò soltanto all'ultima giornata e grazie ad alcuni risultati favorevoli. Nel campionato successivo, la squadra emerse come una sorprendente candidata alla vittoria finale e guidò la classifica per tre settimane, alla fine della stagione, ma terminò al secondo posto con nove punti di ritardo rispetto al Liverpool. Taylor, dopo questo bel risultato, lasciò la squadra per andare ad allenare l'Inghilterra e fu sostituito da Jozef Vengloš, il primo tecnico straniero della First Division.
Vengloš rimase solo per una stagione: il club approdò in Coppa UEFA grazie al secondo posto dell'annata precedente e fu uno dei primi team inglesi ad approdare in Europa dopo la sospensione per la strage dell'Heysel. La squadra superò il Football Club Baník Ostrava al primo turno, ma fu eliminata dall'Inter. La sconfitta creò un contraccolpo psicologico e la squadra ne risentì anche in campionato, terminando la stagione soltanto due posti sopra la zona retrocessione. Vengloš non fu confermato e fu ceduto Platt al Bari in cambio di cinque milioni di sterline. Il nuovo manager fu Ron Atkinson, che portò il West Bromwich ai quarti di finale di Coppa UEFA e lo Sheffield Wednesday alla vittoria in Coppa di Lega. Nella sua prima stagione, l'Aston Villa terminò il campionato in sesta posizione e fu così tra i membri fondatori della Premier League.

## Aston Villa in Premiership (1993-2006)

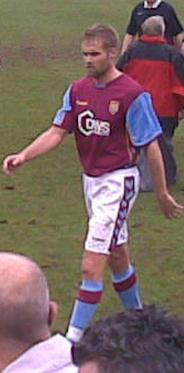
Olof Mellberg, all'Aston Villa dal 2001 al 2008.

Nei suoi primi 18 mesi al Villa Park, Atkinson comprò Earl Barrett, Dean Saunders, Andy Townsend, Dalian Atkinson, Kevin Richardson, Ray Houghton e Shaun Teale. Tutti questi calciatori diedero il loro contributo per conclundere la prima stagione di Premier League al secondo posto, dietro al Manchester United. Il tandem d'attacco Saunders-Atkinson si affermò come uno dei più prolifici dell'intero campionato. L'anno seguente, l'Aston Villa vinse la Coppa di Lega, superando i Red Devils in finale per 3 a 1, ma in classifica non riuscì ad andare oltre il decimo posto. Nel novembre 1994, Ron Atkinson fu licenziato a causa di un inizio poco brillante.
Al manager del Leicester City, Brian Little, fu impedito di parlare con la dirigenza del Villa in seguito ad alcune indiscrezioni che lo davano tra i favoriti per la panchina. Little decise così di dimettersi, nonostante avesse un contratto fino al termine del campionato 1997-1998. Tre giorni dopo, firmò un contratto e diventò il nuovo tecnico dei Villans. Little rimodellò la squadra, vendendo i calciatori più anziani e acquistandone di giovani. Nel 1996, la squadra vinse la Coppa di Lega, ai danni del Leeds Utd, raggiunse le semifinali di FA Cup e si classificò quarta in campionato. Nel febbraio 1998, con il club in quindicesima posizione, Little rassegnò le dimissioni, sostenendo che ci fossero problemi che non gli permettevano di svolgere il suo lavoro. Ellis rispose che l'unico problema fu quello tra Little e i tifosi.
La panchina fu affidata a John Gregory, che rivitalizzò la squadra e la portò ad un settimo posto finale, ottenendo così la qualificazione per la Coppa UEFA. Normalmente, solo le prime sei squadre ottennero la qualificazione per le competizioni europee, ma a causa del progresso e dell'espansione del calcio, fu concesso anche alla settima di raggiungere l'UEFA. Nonostante la vendita, per 12,6 milioni di sterline, di Dwight Yorke al Manchester United, Gregory guidò l'Aston Villa al top della classifica a metà della stagione 1998-1999 e terminò al sesto posto. L'anno successivo, raggiunse l'ultima finale di FA Cup giocata al vecchio Wembley Stadium, ottenendo questo risultato per la prima volta dal 1957, ma persero contro il Chelsea per 1 a 0. Nel campionato 2000-2001, il team finì ottavo e si qualificò per l'Intertoto. Durante l'estate, riuscirono a vincere la competizione e a qualificarsi così per la Coppa UEFA. Nel novembre 2001, Gregory accusò Ellis di "vivere fuori dal tempo". Fu costretto, però, a scusarsi pochi giorni dopo, ma comunque i rapporti tra lui e il presidente rimasero tesi. Gregory rassegnò le dimissioni il 24 gennaio 2002, mentre la squadra occupò una tranquilla posizione di metà classifica.
Per sostituirlo, tornò in panchina Graham Taylor. Il Villa terminò il campionato in ottava posizione, posizione abbastanza comune nella sua storia. Al termine del campionato successivo, Taylor abbandonò la squadra, a causa della misera sedicesima posizione in classifica e della sconfitta nei due derby di Birmingham. A sostituirlo, arrivò David O'Leary, che portò il Leeds United alle semifinali di Champions League del 2000-2001. Nella sua prima stagione, O'Leary portò la sua squadra al sesto posto, a causa di una sconfitta casalinga all'ultima giornata con il Manchester United, che non permise al club di raggiungere la Coppa UEFA. Nell'annata successiva i Villans terminarono al sedicesimo posto in classifica; O'Leary, durante il mercato estivo del 2005, investì 13 milioni di sterline per l'acquisto di calciatori come Milan Baroš, Kevin Phillips e Wilfred Bouma.
La frustrazione all'interno del gruppo portò alcuni calciatori a criticare, in un'intervista ad un quotidiano locale, l'eccessiva parsimonia e la mancanza di ambizioni del presidente Ellis. Il club definì immediatamente le affermazioni "ridicole", ma emerse che, pochi giorni dopo, alcuni calciatori cercarono di trovare nuovi acquirenti per il club, con l'appoggio di O'Leary. La settimana seguente, O'Leary lasciò il club di comune accordo con la dirigenza. Al suo posto, fu sistemato momentaneamente il suo assistente, Roy Aitken.

## L'era di Randy Lerner (2007-2009)
Nella conferenza stampa del 4 agosto 2006, Ellis introdusse il nuovo allenatore, Martin O'Neill, che dichiarò:
(Martin O'Neill)

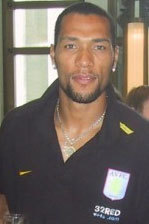
John Carew, uno dei primi acquisti dell'era Lerner.

Dopo parecchi anni di speculazioni e di trattative fallite, il periodo da proprietario dell'Aston Villa di Doug Ellis giunse al termine. Ellis, azionista di maggioranza con il 38%, decise di vendere la sua quota. Per molti anni, i tifosi contestarono Ellis, cercando di spingerlo a farsi da parte. Sulla decisione di lasciare il club, influirono anche le condizioni di salute di Ellis. Randy Lerner, proprietario della franchigia NFL dei Cleveland Browns, fu annunciato come acquirente che presentò l'offerta migliore. Il 25 agosto 2006, fu confermata la sua acquisizione del 59,69% della quota della società. Dal 26 settembre 2006, Lerner raggiunse la quota del 90% delle azioni, con la possibilità di comprare anche tutto il resto del pacchetto. Lerner nominò nuovi dirigenti, come Charles C. Krulak, e diede a Doug Ellis il ruolo di presidente emerito.
L'Aston Villa iniziò il campionato 2006-2007 bene, con Olof Mellberg che segnò il primo gol ufficiale in casa dell'Arsenal, all'Emirates Stadium. A gennaio 2007, firmarono per il club John Carew, Ashley Young e Shaun Maloney, che rinforzarono notevolmente la squadra. I Villans terminarono all'undicesimo posto, con 50 punti e una striscia di imbattibilità nelle ultime nove gare. L'ultima gara casalinga della stagione, il 3 a 0 rifilato allo Sheffield United, fu utilizzato per festeggiare il venticinquesimo anniversario della vittoria in Coppa dei Campioni. Prima del calcio d'inizio, infatti, la squadra della cavalcata trionfale in Europa sfilò in campo con la coppa e i tifosi mostrarono uno striscione con scritto "Proud History—Bright Future" (Orgoglio storico-radioso futuro).
Il campionato 2007-2008 ha permesso all'Aston Villa di tornare in Europa dopo sette stagioni. La squadra finì infatti al sesto posto in classifica, qualificandosi per l'Intertoto. La vittoria nel confronto con l'Odense ha aperto i cancelli della Coppa UEFA.
Il campionato seguente ha visto l'Aston Villa in lotta per il quarto posto con l'Arsenal per buona parte della stagione. I Gunners hanno però avuto la meglio, per colpa del calo fisico dei Villans, che alla fine hanno addirittura perso il quinto posto, andato all'Everton. La squadra ha comunque conquistato la qualificazione per la UEFA Europa League 2009-2010. In Europa, invece, il club inglese è stato eliminato dal CSKA Mosca, ai sedicesimi di finale della competizione.

## Anni 2010 e 2020
Nella stagione 2015-2016 l'Aston Villa si piazzò all'ultimo posto in Premier League, con soli 17 punti in classifica (quarto peggior risultato di sempre nella storia del torneo), retrocedendo così in Championship (seconda divisione inglese) dopo 28 anni di permanenza in massima serie. Chiusa la stagione 2016-2017 con un anonimo dodicesimo posto, nel 2017-2018 la squadra ottenne il quarto posto e fu poi sconfitto nella finale dei play-off contro il Fulham. La promozione in Premier League arrivò nella stagione 2018-2019: con una notevole rimonta iniziata a marzo, l'Aston Villa vinse 10 partite consecutive e concluse al quinto posto la stagione regolare. I Villans vinsero quindi i play-off eliminando prima il West Bromwich e poi, nella finale di Wembley, il Derby County.
Nella stagione 2019-2020, la prima in Premier League dopo tre anni, l'Aston Villa evitò la retrocessione solo all'ultima giornata. Nella stagione seguente giunse, invece, undicesima. La stagione 2021-2022 portò un'altra salvezza tranquilla, ma quella seguente iniziò in modo disastroso, e quindi nell'ottobre 2022 fu pagata la clausola rescissoria per chiamare sulla panchina Unai Emery dal Villareal. Lo spagnolo condisse la squadra dai bassifondi al settimo posto finale e alla qualificazione alla Conference League. Non accadeva da tredici anni che l'Aston Villa si qualificasse a una competizione europea. Confermato Emery, l'Aston Villa, nonostante un inizio pessimo (sconfitta 5-1 contro il Newcastle), diventa la sorpresa principale della Premier League 2023-2024, arrivando addirittura a dicembre a un punto dal primo posto. Un leggero calo di prestazioni nella seconda parte di stagione allontaneranno i Villains dalla vetta, ma non impediranno al club di Birmingham di qualificarsi alla Champions League per la prima volta dopo 41 anni. In Conference League l'Aston Villa supera da primo, non senza difficoltà, un girone composto da Legia Varsavia, AZ Alkmaar e Zrinjski, per poi eliminare Ajax e Lille nei turni successivi, fino all'eliminazione in semifinale per mano dei greci dell'Olympiacos con un totale di 6-2. 